# Carmen Ionesco
Carmen Ionescu, o Carmen Ionesco (Bucarest, 28 luglio 1951), è un'ex discobola e pesista rumena naturalizzata canadese.
Dopo essersi trasferita in Canada, dal 1978 ha gareggiato per la nazionale canadese.

## Palmarès
| Anno | Manifestazione      | Sede              | Evento           | Risultato | Misura  | Note |
| ---- | ------------------- | ----------------- | ---------------- | --------- | ------- | ---- |
| 1972 | Olimpiadi           | Monaco di Baviera | Lancio del disco | 7ª        | 60,42 m |      |
| 1978 | Commonwealth        | Edmonton          | Lancio del disco | Oro       | 62,16 m |      |
| 1978 | Commonwealth        | Edmonton          | Getto del peso   | Argento   | 16,45 m |      |
| 1979 | Giochi panamericani | San Juan          | Lancio del disco | Bronzo    | 57,14 m |      |
| 1979 | Giochi panamericani | San Juan          | Getto del peso   | Bronzo    | 16,50 m |      |
| 1984 | Olimpiadi           | Los Angeles       | Lancio del disco | 13ª       | 52,28 m |      |
| 1984 | Olimpiadi           | Los Angeles       | Getto del peso   | 12ª       | 15,25 m |      |